# Quercus chapmanii
Quercus chapmanii, és una espècie de roure de la família de les fagàcies (Fagaceae) i està dins de la secció dels roures blancs., i creix en hàbitats del matollar de muntanya dels estats del sud-est dels Estats Units.

## Descripció

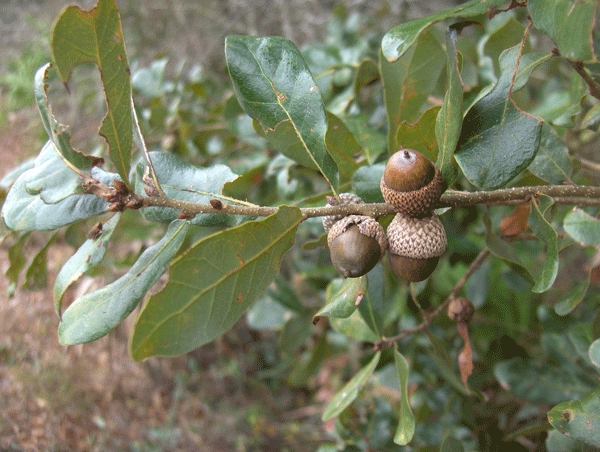
Quercus chapmanii

Quercus chapmanii són arbustos o arbres petits de fins a 13,7 m d'alçada, perennifolis dicotiledònies. L'escorça és de color cafè grisenc, de gruix irregular i es trenca en plaques planes. Les seves fulles són simples, alternes, i poden persistir en l'arbre fins a finals de l'hivern. Fan entre 3,81 cm a 10,16 cm de llarg i 1,905 cm a 5,715 cm d'ample, obovades, és a dir, el·líptiques, més ample cap al cim que a la base, i les seves bases són curtes i peludes. Les fulles solen tenir lòbuls poc profunds a prop de la punta arrodonida. L'anvers de la fulla és llisa i de color verd fosc, mentre que el revers és de color verd opac. Les fulles es tornen de color groc o vermell abans de caure a l'hivern a principis de primavera. Les glans són d'1,27 cm a 2,54 cm de llarg. La tapa en forma de cassoleta cobreix entre 1/2 a 3/4 de la gla. Maduren al final de la primera temporada i en general neixen per separat, encara que de vegades en parelles.

## Distribució i hàbitat
Aquest tipus de roure es troba en els sòls sorrencs de la plana costanera de l'Atlàntic dels Estats Units d'Amèrica, des de l'extrem sud-est de Carolina del Sud, sud-est de Geòrgia, sud i nord-oest d'Alabama i Florida.
Altres espècies associades amb l'hàbitat del Quercus chapmanii són Pinus clausa, Quercus myrtifolia i Quercus geminata.
Els arbres tenen poca importància econòmica, però sí que contribueixen a la diversitat d'espècies de les zones forestals i a la fauna li proporcionen un aliment valuós i llocs de nidificació.
El cérvol de Virgínia, els galls dindis, els ossos rentadors i els esquirols que s'alimenten de les seves glans.

## Taxonomia
Quercus chapmanii va ser descrita per Charles Sprague Sargent i publicat a Garden & Forest 8(367): 93, a l'any 1895.
Etimologia
Quercus: nom genèric del llatí que designava igualment al roure i a l'alzina.
chapmanii: epítet atorgat en honor del metge i botànic de Florida, Alvin Chapman (1809-1899), qui va ser el primer en descriure aquesta espècie.
Sinonímia
- Quercus obtusiloba var. parvifolia Chapm.	[7][8]